# Databasetransaktion
En databasetransaktion er en række operationer, der betragtes som en samlet logisk enhed eller atomisk (udelelig).
Det skal forstås sådan at enten skal databasen udføre og gemme resultatet af alle operationerne i transaktionen eller også skal intet blive ændret i databasen. Der må ikke kun blive udført halvdelen af operationerne.
Et eksempel på en atomisk operation er en ordre (invoice). I ordrens indlæggelsesproces gøres følgende:
- ilæggelse af varebestillinger.
- varebeholdning tælles ned.
- beregning af faktura/regning-beløb til bogføring på ordretidspunktet.

| Programmering | Spire Denne artikel om datalogi eller et datalogi-relateret emne er en spire som bør udbygges. Du er velkommen til at hjælpe Wikipedia ved at udvide den. |